# 수안보시외버스터미널
수안보시외버스터미널은 충청북도 충주시 수안보면 온천중앙길 25 (온천리 246-4번지)에 위치한 대한민국의 시외버스터미널이다.
원래 터미널은 수안보면 온천리 304-3번지에 있었으며, 운영 당시에는 숙박업소를 동시에 운영했었다. 그러나 계속되는 적자 운영을 이기지 못하고 운영권을 충주시에 반납하고 폐업했다. 이에 따라 2007년 7월 1일부로 기존 터미널이 폐지되고 현 위치로 이전하였다. 현 위치로 터미널이 이전하면서 터미널 자체 건물이 없어졌기 때문에 현재는 시외버스정류장이라고 보는게 맞다. 그래서 실제로 정류장에는 수안보시외버스정류장이라고 되어 있다.

## 운행 노선
| 방면        | 행선지 |
| ----------- | --- |
| 수도권 방면 | 동서울, 성남, 수원, 이천, 인천, 이황리, 일죽, 장호원, 태평리                                                             |
| 충청권 방면 | 감곡, 건국대(충주), 괴산, 대사리, 미륵리, 사리, 살미, 생극, 연풍, 용원, 월악산, 유목, 주덕, 증평, 청주, 충주, 칠성, 태성 |
| 영남권 방면 | 경주, 구미, 마성, 문경, 부산, 북대구, 상주, 선산, 신복, 안동, 예천, 용궁, 울산, 점촌, 포항, 풍산                         |

## 특이사항
- 매표업무는 현재 수안보공판장 과일가게에서 위탁운영하고 있다. 2021년이후부터는 뒤편 주차장에서 승차한다.
- 상행선(서울, 충주 방면)으로 가는 시외버스는 매표소 앞에서 승차한다.
- 하행선(영남권 방면)으로 가는 시외버스는 수안보로얄호텔 앞 버스정류장에서 승차한다.